# Sydenham (Oxfordshire)
Sydenham is een civil parish in het bestuurlijke gebied South Oxfordshire, in het Engelse graafschap Oxfordshire met 451 inwoners.

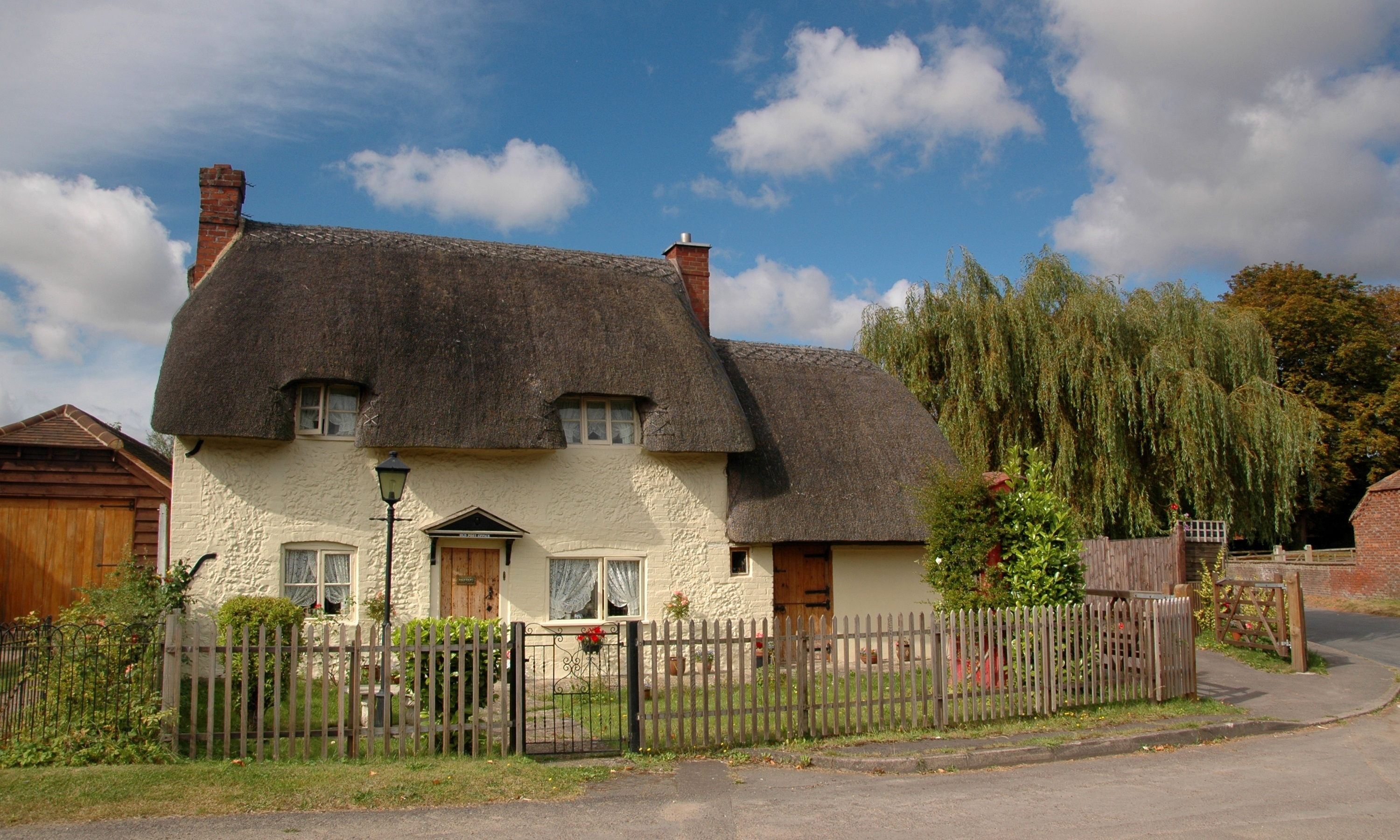
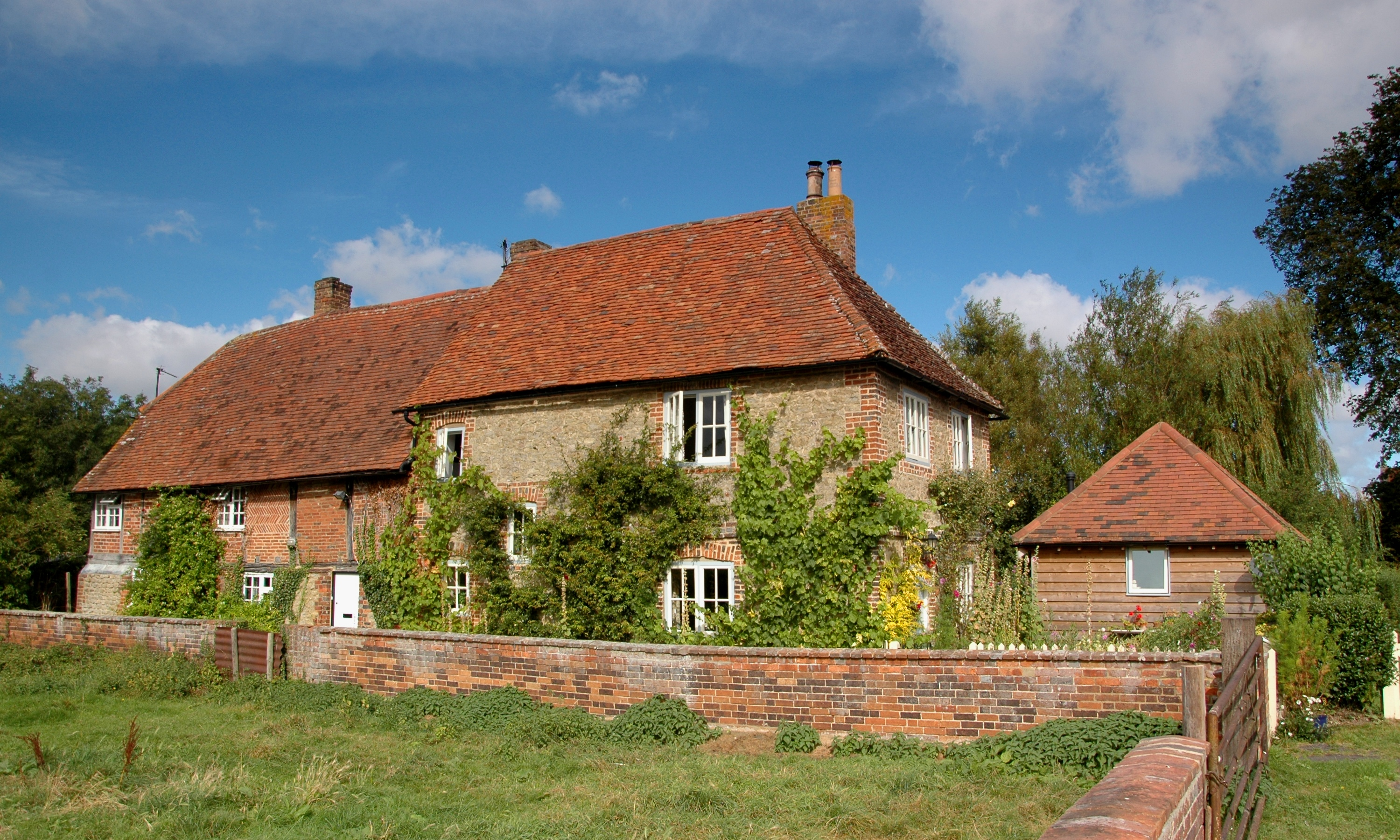